# 为什么要社会主义？
《为什么要社会主义？》（英語：Why Socialism?）是阿尔伯特·爱因斯坦在1949年5月写的一篇文章，发表于社会主义期刊《每月评论》第一期。

## 内容
根据爱因斯坦的说法，资本主义社会的利润动机与资本家之间的竞争一起导致繁荣和萧条的不必要的循环，并最终鼓励自私而不是合作。 此外，这样一个社会的教育体系将受到严重破坏，因为人们只会教育自己，以提高自己的职业生涯。这导致“个人残害”和人类创造力的侵蚀。 资本主义社会的无限制竞争导致了巨大的劳动浪费并导致经济无政府状态，爱因斯坦谴责这是资本主义“邪恶”的真正根源：
资本主义社会的经济无政府状况——就像今天存在着的那样，是问题的真正根源。
爱因斯坦预言，在这样一个资本主义社会中，政党和政治家会被大量资本所有者的财政贡献所腐蚀， 而且即使民主组织的政治社会也不能有效地检查这个制度。这篇文章总结了爱因斯坦关于如何通过计划经济解决这些问题的分析：
我相信，只有一种办法可以消灭这种邪恶的灾祸，那就是建立社会主义经济，同时建立以社会为目标的教育制度。
爱因斯坦断言，适应生产的计划经济将保证每个社会成员的生计：
在社会主义经济中，生产资料归社会自身所有，并有计划地利用。计划经济调节生产来适应社会需要，保障每个男人、女人和儿童的生活。个人所受的教育，加上激励他的天赋才能，都会设法发展他对同类——人们的责任感，从而取代当今社会对权力和功利的赞扬。
爱因斯坦在最后提醒说，“计划经济还不是社会主义”，因为它也可能伴随着一个“全能的”官僚主义，导致“对个人的完全奴役”。因此，确保建立一个保护个人权利的制度至关重要。
然而应当记住，计划经济还不就是社会主义。计划经济本身还可能伴随着对个人的完全奴役。社会主义的建成，需要解决这样一些极端困难的社会—政治问题：鉴于政治权力和经济权力的高度集中，怎样才有可能防止行政人员变成权力无限和傲慢自负呢？怎样能够使个人的权利得到保障，同时对于行政权力能够确保有一种民主的平衡力量呢？——阿尔伯特·爱因斯坦，《为什么要社会主义？》

## 动机
关于他发表这篇文章的动机，爱因斯坦认为《每月评论》会是一个进步思想的好论坛：
在我们向社会主义过渡的时代，厘清社会主义的目标与问题具有最重要的意义。由于在当前的环境下，自由而没有阻碍地讨论这些问题被悬为厉禁，我认为这本杂志（《每月评论》）的创刊对公众是个重要的贡献。

## 参看
- 愛因斯坦的政治觀